# Eduard Buchner
Eduard Buchner (20 tháng 5 năm 1860 – 13 tháng 8 năm 1917) là một nhà hóa học và enzym học người Đức. Ông được nhận giải Nobel hóa học vào năm 1907 cho những đóng góp của ông về lên men.

## Tiểu sử

### Thiếu thời
Buchner sinh ra ở Munich, là con của một bác sĩ chuyên khoa và một bác sĩ pháp y khác thường. Năm 1884, ông bắt đầu nghiên cứu hóa học với Adolf von Baeyer và thực vật học với giáo sư C. von Naegeli, tại Viện thực vật học Munich. Sau một khoảng thời gian làm việc với Otto Fischer ở Erlangen, Buchner được nhận học vị tiến sĩ từ Đại học Munich vào năm 1888.

### Nghiên cứu
Thí nghiệm mà nhờ nó Buchner đoạt giả Nobel bao gồm sản xuất chất chiết xuất độc lập trong tế bào dựa vào các tế bào nấm men và chứng tỏ rằng chất này có thể lên men đường. Điều này là một chứng cớ chắc chắn góp phần đánh đổ thuyết sức sống cho thấy sự hiện diện của các tế bào men mà không cần thiết đối với sự lên men. Chất chiết xuất này được tạo ra bằng cách kết hợp những tế bào nấm men, quartz và kieselguhr rồi tán nhỏ tế bào men bằng một cái chày và cối. Hỗn hợp này sau đó sẽ trở nên ẩm ướt khi các chất bên trong tế bào đi ra ngoài. Khi bước này đã được thực hiện xong, hỗn hợp ẩm ướt được đem đi nén và kết quả cho ra "nước ép" có chứa glucose, fructose, hay maltose và khí carbon dioxide thỉnh thoảng được nhìn thất thoát ra trong nhiều ngày. Việc nghiên cứu ở mức độ vi thể cho thấy không có một tế bào nấm men nào còn sống trong chất chiết xuất. Một điều thú vị là Buchner đưa ra một giả thuyết cho rằng tế bào nấm men chế tiết ra các protein vào môi trường để lên men đường, thay vì sự lên men xảy ra bên trong tế bào men, vốn là cơ chế xảy ra thực sự.
Mặc dù một số người thường cho rằng bình Büchner và phễu Büchner được đặt theo tên ông, nhưng sự thật thì hai dụng cụ này được đặt theo tên nhà hóa học công nghiệp Ernst Büchner.
Buchner nhận giải Nobel hóa học vào năm 1907.

### Cuộc sống riêng tư
Buchner cưới Lotte Stahl vào năm 1900. Trong suốt Thế chiến I, Buchner phục vụ trong quân ngũ với quân hàm thiếu tá tại bệnh viện dã chiến ở Focşani, România. Ông bị thương vào ngày 3 tháng 8 năm 1917 và mất vì vết thương chín ngày sau tại Munich vào tuổi 57.

## Ấn phẩm
- Eduard Buchner (1897). "Alkoholische Gärung ohne Hefezellen (Vorläufige Mitteilung)". Berichte der Deutschen Chemischen Gesellschaft. Quyển 30. tr. 117–124.
- Eduard Buchner, Rudolf Rapp (1899). "Alkoholische Gärung ohne Hefezellen". Berichte der Deutschen Chemischen Gesellschaft. Quyển 32. tr. 2086. doi:10.1002/cber.189903202123.
- Robert Kohler (1971). "The background to Eduard Buchner's discovery of cell-free fermentation". Journal of the History of Biology. Quyển 4 số 1. tr. 35–61. doi:10.1007/BF00356976.
- Robert Kohler (1972). "The reception of Eduard Buchner's discovery of cell-free fermentation". Journal of the History of Biology. Quyển 5 số 2. tr. 327–353. doi:10.1007/BF00346663. PMID 11610124.